# Dačolomská planina
Dačolomská planina je geomorfologický podcelek Krupinské planiny. 

## Vymezení
Podcelek zabírá střední část Krupinské planiny a sousedí na severovýchodě s Javorianskou hornatinou, podcelkem Javoří. Z ostatních stran Dačolomskou planinu obklopují jenom podcelky Krupinské planiny: na severu Závozská vrchovina, na západě Bzovícka pahorkatina a na jihu a východě Modrokamenské úboče.

## Chráněná území
Z maloplošných území tady leží:
- Čabraď – přírodní rezervace
- Krehora – přírodní památka
- Kamenná žena – přírodní památka[2]

## Doprava
Území je ve východní části, přibližně po silnici II/527 (Zvolen – Veľký Krtíš), nedostupné. Je součástí VVP Lešť a vjezdy na toto území jsou zejména v době výcviku zatarasené, příp. hlídané.